# Snooks Eaglin
Snooks Eaglin, eigenlijk Fird Eaglin Jr., (New Orleans, Louisiana, 21 januari 1936 - aldaar, 18 februari 2009) was een Amerikaanse blueszanger en -gitarist. Kort na zijn eerste verjaardag werd Eaglin blind door glaucoom. Toen hij vijf jaar was kreeg hij een gitaar. Hij leerde spelen door naar de radio te luisteren (zijn bijnaam komt van het radiopersonage Baby Snooks). Hij kwam terecht bij de "Flamingoes", een plaatselijke groep opgericht door Allen Toussaint, en bleef daar tot de groep in de jaren vijftig ontbonden werd.
Tussen twee tournees in of wanneer er geen studiowerk was, speelde Eaglin geregeld op straat. Hij werd daar ontdekt door Harry Oster, een folklorist van de universiteit van Louisiana. Nadien nam hij platen op bij Folkways, Folklyric en Prestige.
Eaglin was een blueszanger in een stijl die doet denken aan Ray Charles. Zijn plaat That's All Right (Heritage, 1961) is daarvan de beste illustratie. In de loop van de jaren ontpopte hij zich verder als iemand die alle stijlen aankon en kreeg hij de bijnaam "menselijke jukebox".

## Discografie

### Originele albums
- 1971 The Legacy of the Blues Vol. 2 (Sonet)
- 1978 Down Yonder - Snooks Eaglin Today! (GNP Crescendo)
- 1987 Baby, You Can Get You Gun! (Black Top)
- 1989 Out of Nowhere (Black Top)
- 1992 Teasin' You (Black Top)
- 1995 Soul's Edge (Black Top)
- 1996 Soul Train from 'Nawlins: Live at Park Tower Blues Festival '95 (P-Vine) (Live in Japan in de Verenigde Staten)
- 2002 The Way It Is (Money Pit)

### Verzamelplaten

#### Harry Oster recordings
- 1961 That's All Right (Prestige/Bluesville)
- 1991 Country Boy Down in New Orleans (Arhoolie)
- 1994 New Orleans Street Singer (Storyville)
- 2005 New Orleans Street Singer (Smithsonian Folkways)

#### Imperial
- 1995 The Complete Imperial Recordings (Capitol)